# Taungya
Le taungya est une méthode d'agroforesterie développé par les Britanniques au Myanmar pour la mise en culture du teck.
Des parcelles de réserves forestières dégradées sont attribuées aux agriculteurs pour y produire des cultures vivrières, combinées à des essences forestières. Le but est d’obtenir un peuplement adulte d’essences commerciales en un temps relativement bref.
Il a depuis été appliqué partout dans le monde .
Le système Taungya sous les tropiques est, comme l'agriculture itinérante, un précurseur de l'agroforesterie.
Le mot signifierait en birman culture (Ya) sur les collines (Taung), qui désignait précédemment un type d'agriculture itinérante et par la suite une méthode de boisement. Cette méthode est mise au point par le botaniste germano-britannique, Dietrich Brandis, inspecteur général des forêts du tout nouvel Imperial Forest Department.